# صورته (فلم 1916)
صورته (بالإنجليزية: His Picture) هو فيلم صامت قصير كوميدي أمريكي من إنتاج عام 1916 وإخراج وبطولة وليام جارود.

## روابط خارجية
- صورته على موقع IMDb (الإنجليزية)
- صورته على موقع كينوبويسك (الروسية)